# Christian Blache
Christian Vigilius Blache, född 1 februari 1838 i Århus, död 14 mars 1920 i Köpenhamn, var en dansk konstnär.

## Biografi
Christian Blache var son till Århus katedralskolas rektor H.H. Blache (1787–1871) och Elise Marie Kold (1811–74). Efter att ha tagit studentexamen 1857 i Århus var han lärling i skeppsbyggnad och gick på Teknisk institut. Han utbildade sig sedan på Det Kongelige Danske Kunstakademi 1861-67 för Carl Frederik Sørensen. Han gjorde en lång resa i Europa 1872.  Han reste senare runt mycket i Danmark, Skottland, Island och Färöarna och målade fartyg. 
Han tillhörde de första konstnärerna, som vistades i Skagen, innan konstnärskolonin Skagenmålarna fick sin storhetstid. Inspirerad av Christian Blache gjorde Holger Drachmann ett första besök i Skagen 1871. 
Han fick Eckersbergmedaljen 1868.
Han var far till ingenjören och uppfinnaren Hans Henrik Blache (1874–1952).

## Utmärkelser
- Neuhausenska priset,  1865[2]
- Neuhausenska priset,  1869
- Eckersbergmedaljen,  1887[2]
- Riddare av Dannebrogorden,  1888[3]
- Eckersbergmedaljen,  1888
- Dannebrogsmännens hederstecken,  1904[4]
- Kommendör av Dannebrogorden,  1914[4]

[Redigera Wikidata]

## Bildgalleri

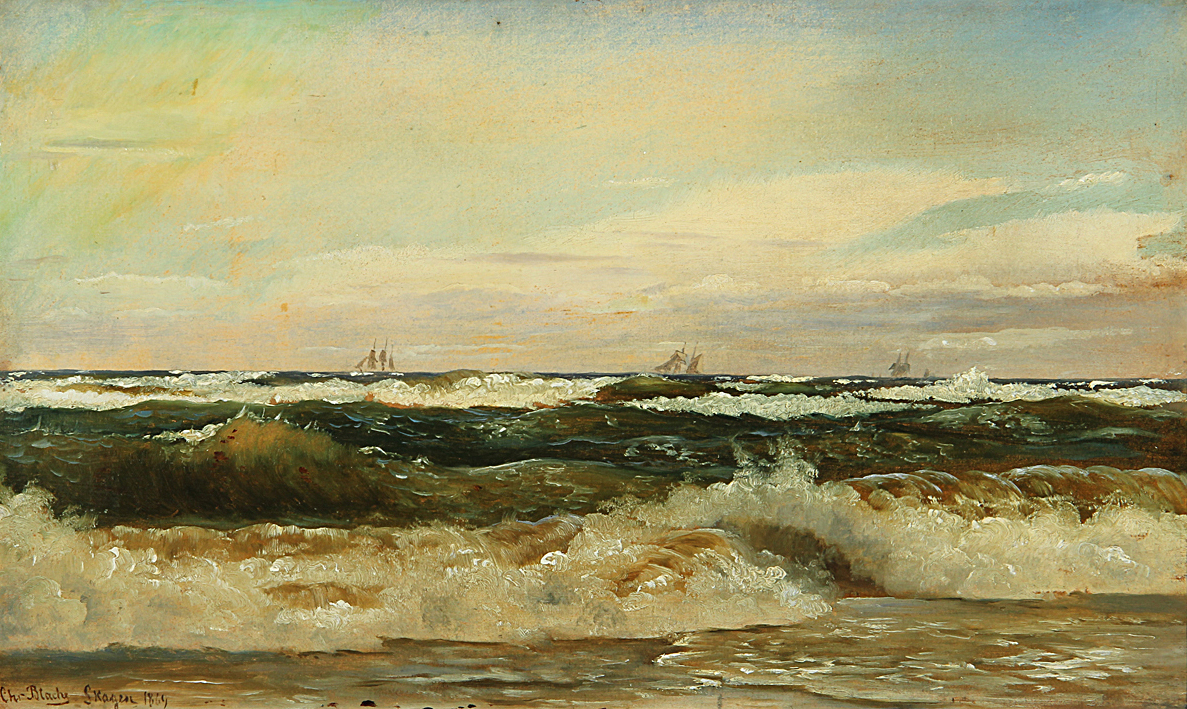
Segelbåtar utanför Skagen, 1869
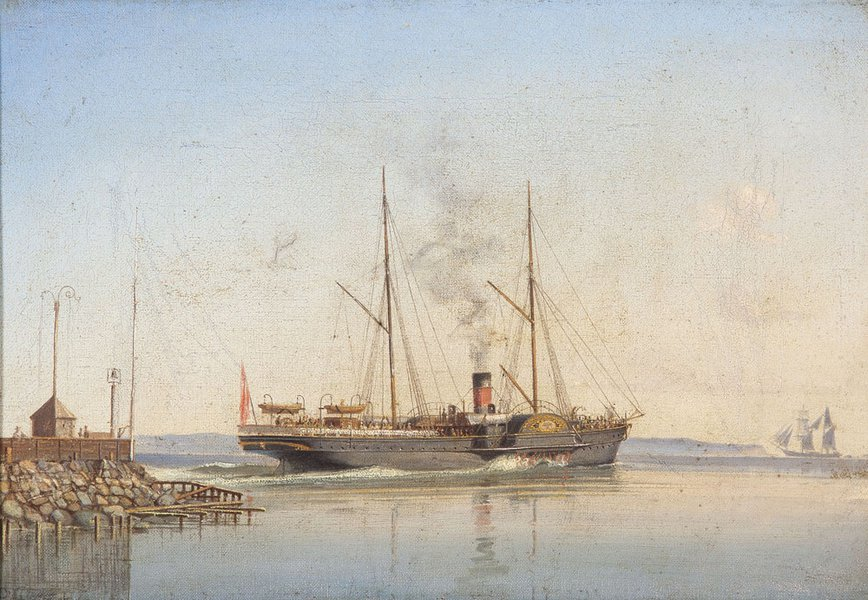
Dampskibet Kjøbenhavn, 1869
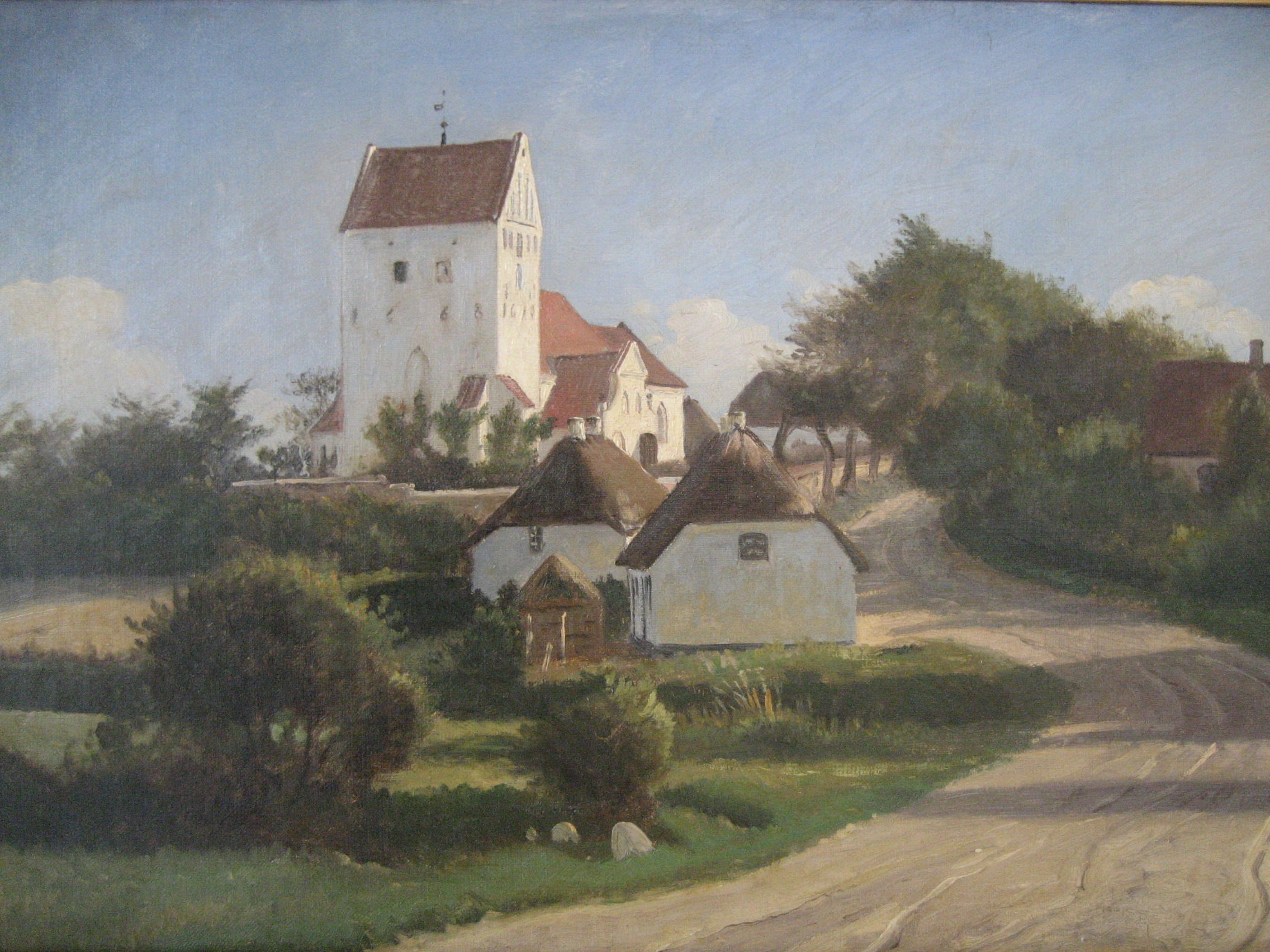
Gamtofte, omkring 1890
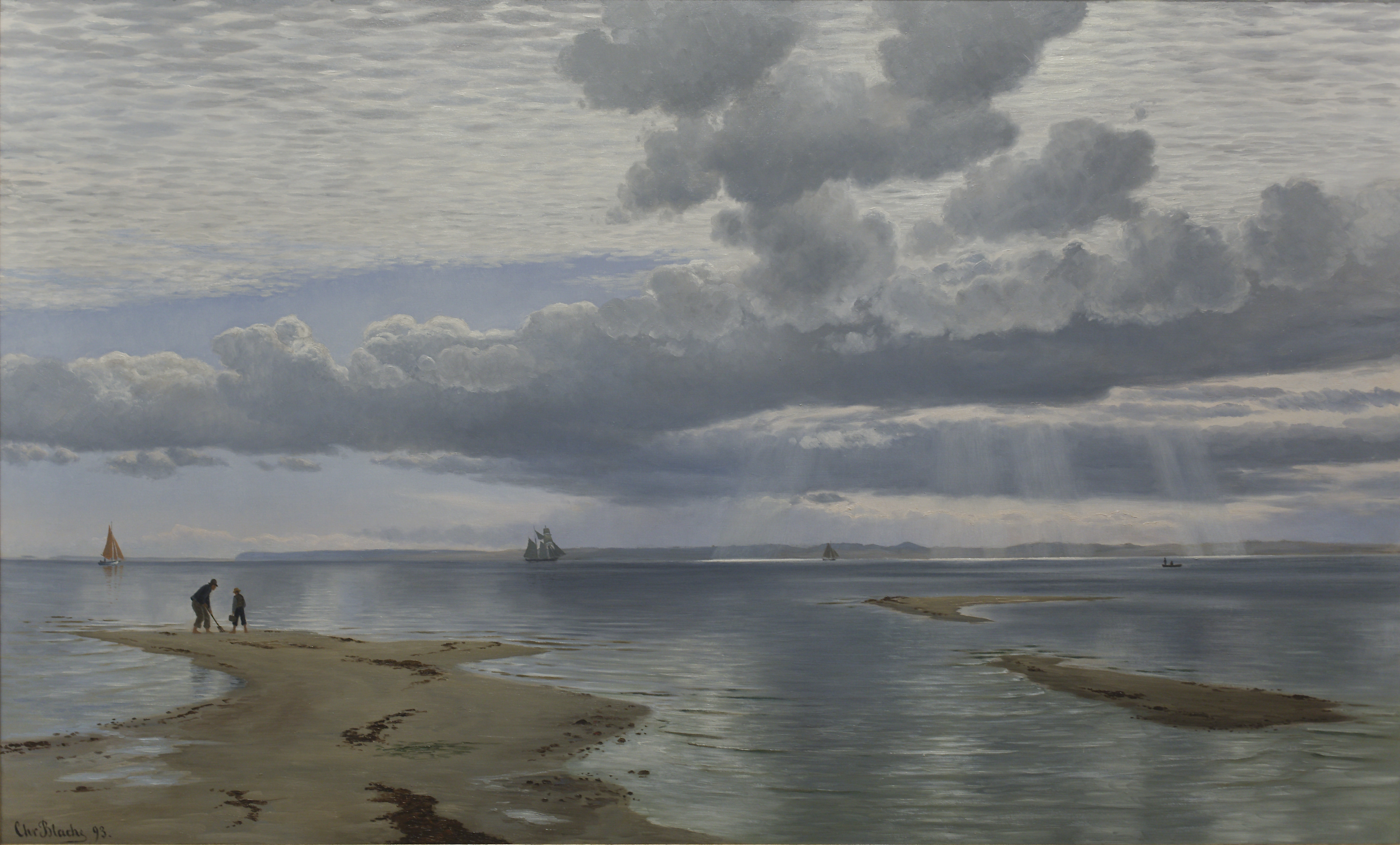
Stille eftermiddag udover sandgrundene ved Lynæs, 1893
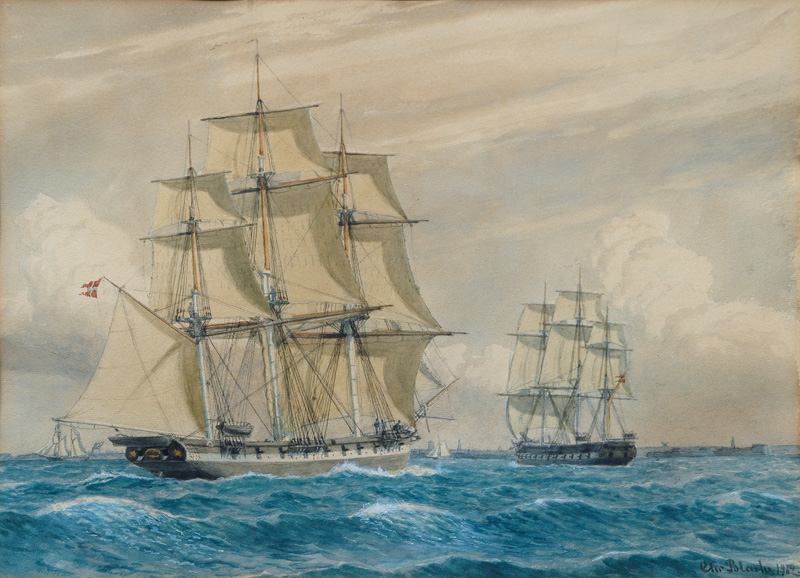
Skibe på Øresund med København i baggrunden, 1912
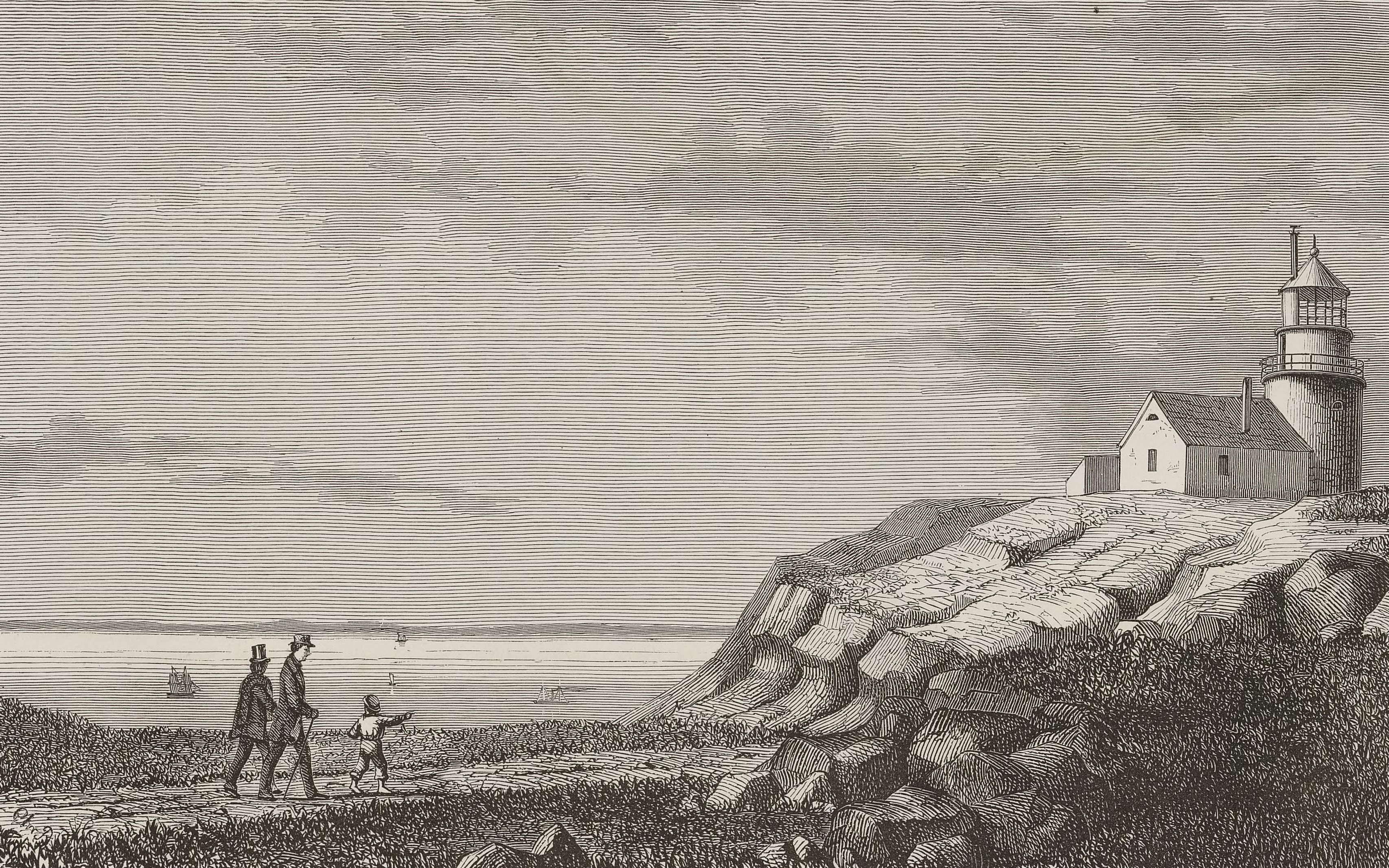
Kullens fyr. Xylografi.
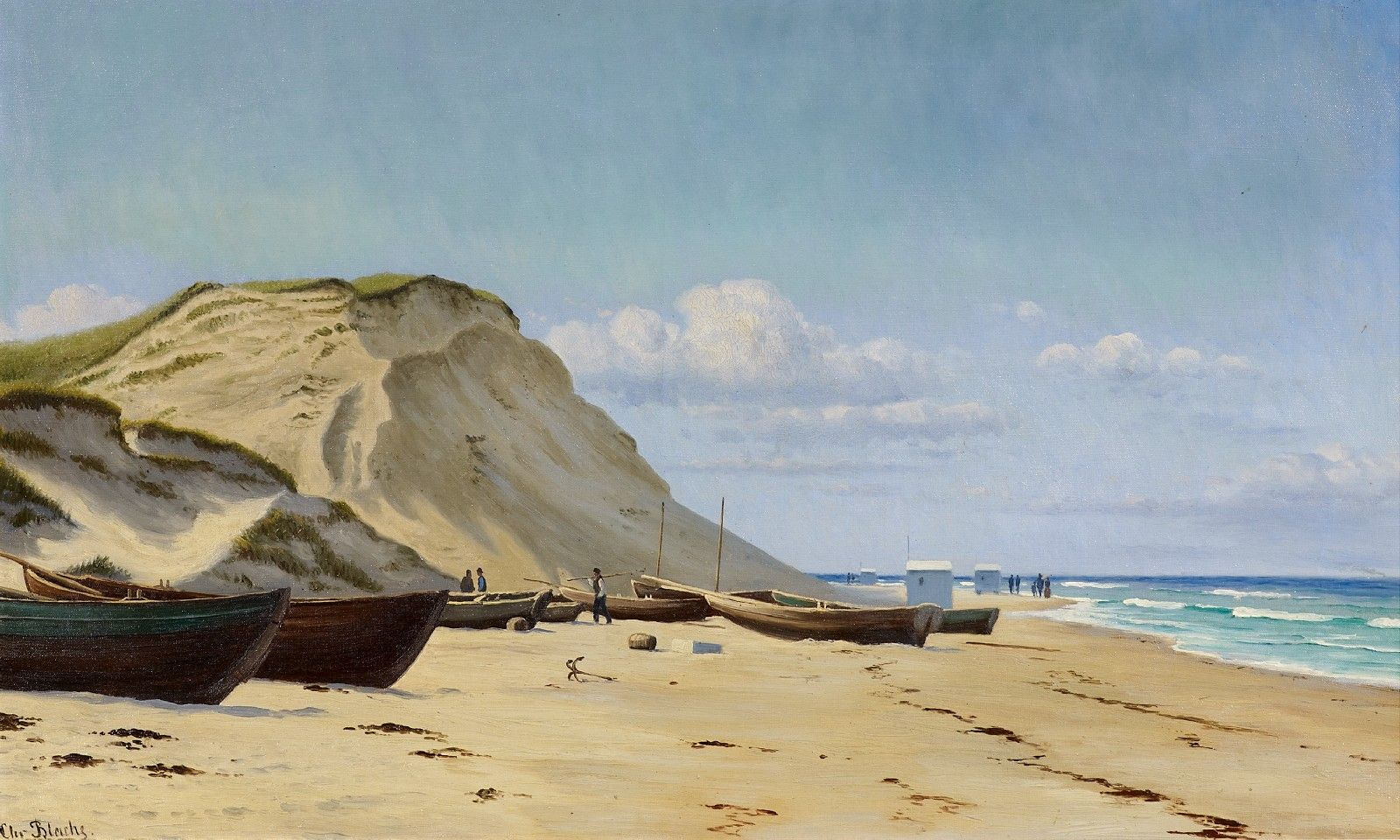
Strandpartie fra Lönstrup, omkring 1920